# Annika Ljungberg
Karin Annika  Ljungberg, född 31 mars 1969, är en svensk sångerska. Hon var med i originaluppsättningen av gruppen Rednex från 1994.
Ljungberg har gått i Adolf Fredriks musikklasser. 
Hon har deltagit i Melodifestivalen två gånger, 2002 som soloartist med låten "Sail Away" och år 2006 med Rednex och låten "Mama Take Me Home". Den sistnämnda kom först till andra chansen och därifrån till finalen i Globen.
År 1998 tog den japanska spelkompositören Yoko Shimomura kontakt med Ljungberg för att sjunga ledmotivet till videospelet Legend of Mana efter att ha hört henne sjunga i Baywatch. Spelet släpptes varken i Sverige eller i resten av Europa.
2003 var Annika med och skrev en låt till sin favoritklubb AIK: "Tillsammans är vi Stolta AIK" 